# Jean-Pierre Melville
Jean-Pierre Melville, właśc. Jean-Pierre Grumbach (ur. 20 października 1917 w Paryżu, zm. 2 sierpnia 1973 w Paryżu) – francuski reżyser, scenarzysta, epizodycznie aktor.

## Życiorys
Urodził się w Paryżu w żydowskiej rodzinie, jako Jean-Pierre Grumbach. Melville jest pseudonimem, będącym swoistym hołdem złożonym amerykańskiemu pisarzowi Hermanowi Melville’owi. W czasie II wojny światowej służył w wojsku, biorąc udział m.in. w operacji Dragoon. Po powrocie do kraju próbował uzyskać licencję asystenta reżysera, ale jego podanie zostało odrzucone. W związku z tym założył własne studio filmowe.
Zadebiutował w filmie pełnometrażowym, wojennym filmem Milczenie morza (1947). W 1950 nakręcił Straszne dzieci, na podstawie powieści Jeana Cocteau. Przez następną dekadę sukcesywnie umacniał swą pozycję we francuskim kinie, by na początku lat 60. stać się uznaną osobistością. Sławę przyniosły mu zwłaszcza filmy kryminalne, z Jeanem-Paulem Belmondem i Alainem Delonem (jego ulubionym aktorem) w rolach głównych.
Melville, od dzieciństwa zafascynowany amerykańskim kinem i kulturą, na nowo interpretował dokonania czarnego filmu. Wykorzystując identyczne motywy i rekwizyty co klasycy amerykańskiego kina gangsterskiego, w swoich filmach kreował świat znacznie bardziej ponury i dwuznaczny. Bohaterami jego filmów są samotni, milczący mężczyźni w prochowcach i kapeluszach – cyniczni mordercy i znużeni rutyną policjanci.

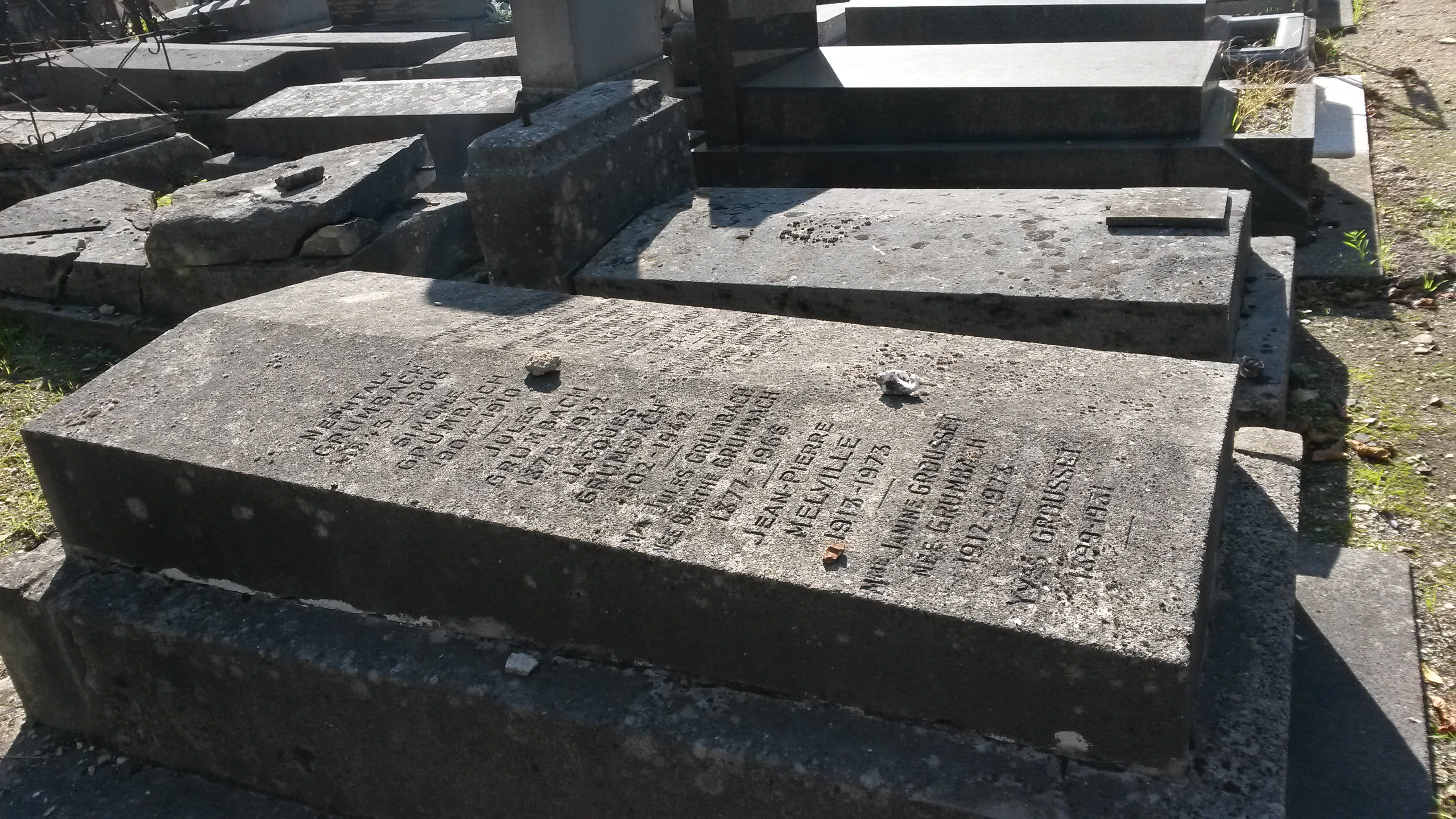
Grób reżysera w Pantin

W przeciwieństwie do swoich lewicowych przyjaciół, takich jak Yves Montand, Melville określał siebie mianem „ekstremalnego indywidualisty” oraz „prawicowego anarchisty”.
Zasiadał w jury sekcji konkursowej podczas 13. MFF w Berlinie (1963).
Melville’a uznaje się za jednego z prekursorów francuskiej nowej fali. Do fascynacji jego filmami przyznają się tak znani reżyserzy jak Quentin Tarantino, John Woo czy Jim Jarmusch.
Melville zmarł w Paryżu, w wieku 55 lat na atak serca.

## Reżyseria
- Milczenie morza (Le Silence de la mer), 1947
- Straszne dzieci (Les Enfants terribles), 1950
- Kiedy przeczytasz ten list (Quand tu liras cette lettre), 1953
- Ryzykant (Bob le flambeur), 1956
- Dwaj mężczyźni na Manhattanie (Deux hommes dans Manhattan), 1959
- Ksiądz Leon Morin (Léon Morin, prêtre), 1961
- Szpicel (Le Doulos), 1962
- Starszy Ferchaut (L’Aîné des Ferchaux), 1963
- Drugi oddech (Le Deuxième souffle), 1966
- Samuraj (Le Samouraï), 1967
- Armia cieni (L’Armée des ombres), 1969
- W kręgu zła (Le Cercle rouge), 1970
- Gliniarz (Un flic), 1972